# Frank Nägler
Frank Nägler (* 19. Februar 1953 in Eichstätt) ist ein deutscher Marineoffizier (Fregattenkapitän a. D.) und Militärhistoriker.

## Leben
Nägler trat 1971, nach dem Abitur, in die Bundesmarine als Offizieranwärter und Angehöriger der Crew X/71 ein. Von 1979 bis 1985 studierte er Geschichtswissenschaften und Völkerrecht (M.A.) und wurde 1990 bei Ernst Portner – das Korreferat übernahm Ernst Opgenoorth – an der Philosophischen Fakultät der Rheinischen Friedrich-Wilhelms-Universität Bonn zum Dr. phil. promoviert. Die überarbeitete Dissertation erschien unter dem Titel Von der Idee des Friedens zur Apologie des Krieges. Eine Untersuchung geistiger Strömungen im Umkreis des Rotteck-Welckerschen Staatslexikons im Nomos Verlag.
Von 1986 bis 1992 war er Hörsaalleiter und Lehrstabsoffizier an der Marineschule Mürwik. Von 1993 bis 1995 wirkte er als Dozent im Bereich Militärgeschichte an der Führungsakademie der Bundeswehr (FüAkBw) in Hamburg. 1995 wurde er Historikeroffizier, zuletzt im Dienstgrad eines Fregattenkapitäns, am Militärgeschichtlichen Forschungsamt (MGFA) in Potsdam. 2004 übernahm er die dortige Fachleitung Marine. Nägler ist im Ruhestand und derzeit als Lehrbeauftragter an der Universität Potsdam tätig.
Nägler wurde u. a. Mitglied des wissenschaftlichen Beirats des Deutschen Schifffahrtsmuseums. Er veröffentlichte u. a. zur Geschichte der Bundeswehr, zur Marinegeschichte, zum Liberalismus und zum Thema „Deutsche Jüdische Soldaten“.

## Schriften (Auswahl)

### Monografien
- Von der Idee des Friedens zur Apologie des Krieges. Eine Untersuchung geistiger Strömungen im Umkreis des Rotteck-Welckerschen Staatslexikons (= Nomos-Universitätsschriften, Geschichte, Band 4). Nomos, Baden-Baden 1990, ISBN 3-7890-2213-6 (zugl.: Dissertation, Universität Bonn, 1990).
- Deutsche jüdische Soldaten. Von der Epoche der Emanzipation bis zum Zeitalter der Weltkriege. Eine Ausstellung des Militärgeschichtlichen Forschungsamtes in Zusammenarbeit mit dem Moses-Mendelssohn-Zentrum, Potsdam und dem Centrum Judaicum, Berlin. Mittler, Hamburg u. a. 1996, ISBN 3-8132-0525-8.
- Der gewollte Soldat und sein Wandel. Personelle Rüstung und innere Führung in den Aufbaujahren der Bundeswehr 1956 bis 1964/65 (= Sicherheitspolitik und Streitkräfte der Bundesrepublik Deutschland, Band 9). Oldenbourg, München 2010, ISBN 978-3-486-58815-6.

### Herausgeberschaften
- Hrsg.: Die Bundeswehr 1955 bis 2005. Rückblenden – Einsichten – Perspektiven (= Sicherheitspolitik und Streitkräfte der Bundesrepublik Deutschland, Band 7). Im Auftrag des Militärgeschichtlichen Forschungsamtes, Oldenbourg, München 2007, ISBN 978-3-486-57958-1.
- Hrsg. mit Michael Epkenhans, Jörg Hillmann: Skagerrakschlacht. Vorgeschichte – Ereignis – Verarbeitung (= Beiträge zur Militärgeschichte, Band 66). Im Auftrag des Militärgeschichtlichen Forschungsamtes, Oldenbourg, München 2010, ISBN 978-3-486-70270-5.

- englische Ausgabe: Jutland: World War I's Greatest Naval Battle (= Foreign military studies). University Press of Kentucky, Lexington 2015, ISBN 978-0-8131-6605-6.

- Hrsg. mit Matthew Seligmann, Michael Epkenhans: The Naval Route to the Abyss. The Anglo-German Naval Race 1895–1914 (= Navy Records Society Publications, Band 161). Ashgate, Farnham 2015, ISBN 978-1-4724-4093-8.